# Butten
Butten je občina v departmaju Bas-Rhin francoske regije Alzacija.
Leta 2012 je v občini živelo 668 oseb oz. 44 oseb/km².